# Tännäs distrikt
Tännäs distrikt är ett distrikt i Härjedalens kommun och Jämtlands län. Distriktet ligger omkring Funäsdalen i västra Härjedalen och gränsar till Dalarna och Norge. 

## Tidigare administrativ tillhörighet
Distriktet inrättades 2016 och utgörs av en del av socknen Tännäs i Härjedalens kommun.
Området motsvarar den omfattning Tännäs församling hade vid årsskiftet 1999/2000 och fick 1680 efter utbrytning av Ljusnedals församling (dåvarande Mässlinge församling).

## Tätorter och småorter
I Tännäs distrikt finns två tätorter och tre småorter.

### Tätorter
- Bruksvallarna (del av)
- Funäsdalen

### Småorter
- Ljusnedal (del av)
- Tänndalen
- Tännäs